# Malolo (Dodoma)
Malolo è una circoscrizione rurale (rural ward) della Tanzania situata nel distretto di Mpwapwa, regione di Dodoma. Conta una popolazione di 5 306 abitanti (censimento 2012).